# 정상회담 : 스틸레인3
《정상회담 : 스틸레인3》는 매주 월요일 양우석, 제피가루가 다음 웹툰에서 연재하는 웹툰이다.